# Cast in Steel
Cast in Steel (englisch für „In Stahl gegossen“) ist das zehnte Studioalbum der norwegischen Pop-Rock-Band a-ha, das im September 2015 erschien.

## Entstehung und Veröffentlichung
Die Erstveröffentlichung von Cast in Steel erfolgte am 4. September 2015 bei den Musiklabels Polydor und We Love Music. Das Album erschien in seiner Originalausgabe als CD und Download mit zwölf Titeln (Katalognummer: 06025 4743612). Auf dem Frontcover ist zum ersten Mal wieder das originale Logo der Band zu sehen, das seit Memorial Beach (Juni 1993) nicht mehr benutzt wurde. Am gleichen Tag erschien auch eine LP-Ausführung, die nur zehn Titel umfasst (Katalognummer: 06025 4749841) sowie ein „Limited Deluxe Digipak“ mit Bonus-CD, die einen Bonustitel und fünf Demoaufnahmen beziehungsweise Remixe beinhaltet (Katalognummer: 06025 4749844). Das Digipak hat eine limitierte Auflage von 4000 Einheiten. Die in Metall gehaltene Box enthält neben den beiden CDs weitere Fanartikel wie Prints, ein DIN A2-Poster und ein Schlüsselband mit einem Fan-Pass, der bevorzugten Einlass für Konzerte der Deutschland Tour 2016 in Verbindung mit einem gültigen Ticket gewährte.
Geschrieben und produziert wurden die Lieder von den a-ha-Mitgliedern Magne Furuholmen, Morten Harket und Pål Waaktaar-Savoy in verschiedenen Konstellationen, teilweise auch alleine von einzelnen Mitgliedern. Beim Schreibprozess von zwei Liedern wurde die Band von Peter Kvint sowie bei einem von Martin Terefe unterstützt. Bei der Produktion erhielt die Band weitere Unterstützung durch Erik Ljunggren, John O’Mahony, Steve Osborne und Alan Tarney. Produzent Tarney, der an drei Produktion beteiligt war, arbeitete erstmals seit Stay on These Roads (Mai 1988) wieder mit der Band zusammen.

## Titelliste

### Standard
1. Cast in Steel – 3:50 (Waaktaar-Savoy)
2. Under the Makeup – 3:25 (Waaktaar-Savoy)
3. The Wake – 3:45 (Harket, Kvint, Olsen)
4. Forest Fire – 3:54 (Furuholmen, Harket, Kvint, Terefe)
5. Objects in the Mirror – 4:14 (Furuholmen)
6. Door Ajar – 3:46 (Waaktaar-Savoy)
7. Living at the End of the World – 4:06 (Harket, Kvint, Olsen)
8. Mythomania – 3:49 (Furuholmen)
9. She’s Humming a Tune – 4:02 (Waaktaar-Savoy)
10. Shadow Endeavors – 4:21 (Waaktaar-Savoy)
11. Giving up the Ghost – 4:15 (Furuholmen)
12. Goodbye Thompson – 3:34 (Waaktaar-Savoy)

### Limited Deluxe Digipak (Bonus-CD)
1. The End of the Affair – 3:31 (Furuholmen)
2. Mother Nature Goes to Heaven (Original Version) – 4:33 (Waaktaar-Savoy)
3. Nothing Is Keeping You Here (Original Version) – 4:41 (Waaktaar-Savoy)
4. Shadowside (Demo Version) – 4:16 (Waaktaar-Savoy)
5. Start the Simulator (Stereophonic Mix) – 5:19 (Waaktaar-Savoy)
6. Foot of the Mountain (Mark Saunders Remix) – 4:18 (Waaktaar-Savoy, Furuholmen)

### LP-Ausführung
| A-Seite 1. Cast in Steel – 3:50 (Waaktaar-Savoy) 2. Under the Makeup – 3:25 (Waaktaar-Savoy) 3. The Wake – 3:45 (Harket, Kvint, Olsen) 4. Forest Fire – 3:54 (Furuholmen, Harket, Kvint, Terefe) 5. Objects in the Mirror – 4:14 (Furuholmen) | B-Seite 1. Door Ajar – 3:46 (Waaktaar-Savoy) 2. Living at the End of the World – 4:06 (Harket, Kvint, Olsen) 3. Mythomania – 3:49 (Furuholmen) 4. Shadow Endeavors – 4:21 (Waaktaar-Savoy) 5. Goodbye Thompson – 3:34 (Waaktaar-Savoy) |

## Mitwirkende
a-ha
- Magne Furuholmen – Keyboard, Kompositionen, Liedtexte
- Morten Harket – Gesang, Kompositionen, Liedtexte
- Paul Waaktaar-Savoy – Gitarre, Kompositionen, Liedtexte

Weitere Mitwirkende
- Bass: Even Enersen Omnestad (Titel 1, 2 und 9), Steve Osborne (Titel 4), Peter Kvint (Titel 3 und 7)
- Bratsche: Kris Wilkinson, Monisa Angell (Titel 5 und 11)
- Cello: Sari Reist, Julie Tanner (Titel 5 und 11)
- Gitarre: Peter Kvint (Titel 3 und 7), Steve Osborne (Titel 4), Alan Tarney (Titel 6, 10 und 12), Albert Bjerglund (Bonus-CD-Titel 5)
- Keyboard: Steve Osborne (Titel 4), Peter Kvint (Titel 3 und 7), Alan Tarney (Titel 6, 10 und 12)
- Orchester: Mazedonisches Radio Symphonie Orchester (Titel 1 und 2)
- Schlagzeug: Karl Oluf Wennerberg (Titel 1, 2, 4, 5, 8, 9, 11 und Bonus-CD-Titel 1), Per Lindvall (Titel 7 und Bonus-CD-Titel 2 und 3), Joe Mardin (Titel 12)
- Streichinstrumente-Performance: Bylund Strings (Titel 7)
- Theremin: Rob Schwimmer (Titel 2)
- Violine: David Davidson, David Angell, Connie Ellisor und Mary Kathryn Vanosdale (Titel 5 und 11)
- Begleitgesang: Alan Tarney (Titel 6, 10 und 12)
- Programmierung: Erik Ljunggren (Titel 1, 4, 5, 8, 9 und Bonus-CD-Titel 1, 4, 5 und 6), Eliot Leigh (Titel 6, 10 und 12), Kurt Uenala (Titel 6, 10 und 12), Chuck Zwicky (Titel 1, 6, 10 und 12), Steve Osborne (Titel 4), Peter Kvint (Titel 3 und 7), Jochen Schmalbach (Bonus-CD-Titel 5)
- Mastering: John Davis bei Metropolis, London
- Aufnahme: Peter Kvint, Janne Hansson, Erik Ljunggren, Steve Osborne, Eliot Leigh, Chuck Zwicky, Kai Andersen, Dag Erik Johansen, George Tanderø, Max Ross, Even Enersen Omnestad, John Brant und Bobby Shin.

Visualisierung
- Artdirrektion, Design: Glen Nakasako, Jeri Heiden
- Fotografien: Just Loomis

Unternehmen
- Musiklabels: Polydor, We Love Music
- Vertrieb: Universal Music Group
- Tonstudios: Studio Brun, Atlantis Studios, Buret, Alabaster Room, Real World Studios, Electric Lady Studios, Athletic Sound, Albatross Recorders, Systems Two Recording Studios und Little Big Sound.

## Chartplatzierungen
| ChartsChartplatzierungen     | Höchstplatzierung | Wochen |
| ---------------------------- | ----------------- | ------ |
| Deutschland (GfK)            | 4 (12 Wo.)        | 12     |
| Norwegen (IFPI)              | 2 (7 Wo.)         | 7      |
| Österreich (Ö3)              | 13 (3 Wo.)        | 3      |
| Schweiz (IFPI)               | 9 (6 Wo.)         | 6      |
| Vereinigtes Königreich (OCC) | 8 (4 Wo.)         | 4      |

| ChartsJahrescharts (2015) | Platzierung |
| ------------------------- | ----------- |
| Deutschland (GfK)         | 99          |